# Toshitada Doi
Toshitada Doi (né en 1942) est un ingénieur japonais, qui devint vice-président de Sony. Il est parti à la retraite en avril 2006.

## Biographie
Toshitada Doi est l'un des principaux acteurs du développement du CD Audio.
Il fonde en 1988 le Sony Computer Science Laboratory.